# Сен-Дени-де-Майок
Сен-Дени́-де-Майо́к (фр. Saint-Denis-de-Mailloc) — коммуна во Франции, находится в регионе Нижняя Нормандия. Департамент коммуны — Кальвадос. Входит в состав кантона Орбек. Округ коммуны — Лизьё.
Код INSEE коммуны — 14571.

## Население
Население коммуны на 2010 год составляло 324 человека.
| 1962 | 1968 | 1975 | 1982 | 1990 | 1999 | 2010 |
| ---- | ---- | ---- | ---- | ---- | ---- | ---- |
| 165  | 198  | 322  | 350  | 351  | 314  | 324  |

## Экономика
В 2010 году среди 184 человек трудоспособного возраста (15—64 лет) 118 были экономически активными, 66 — неактивными (показатель активности — 64,1 %, в 1999 году было 67,0 %). Из 118 активных жителей работали 110 человек (68 мужчин и 42 женщины), безработных было 8 (3 мужчин и 5 женщин). Среди 66 неактивных 15 человек были учениками или студентами, 34 — пенсионерами, 17 были неактивными по другим причинам.